# حمد منصور
حمد منصور راجح (مواليد 13 أغسطس 1994، لاعب كرة قدم قطري يجيد اللعب في مركز الوسط مع النادي الأهلي.

## مسيرة اللاعب
لعب في نادي السد ونادي الخور ونادي معيذر ونادي قطر ونادي الخريطيات ونادي الوكرة ونادي الشمال والنادي الأهلي.

## روابط خارجية
- حمد منصور على موقع قاعدة بيانات كرة القدم.إي يو (الإنجليزية)
- حمد منصور على موقع Soccerway.com (الإنجليزية)